# 圣费利什-杜科里比
圣费利什-杜科里比是巴西巴伊亚州的一个市镇。总面积846.123平方公里，总人口11643人，人口密度13.8人/平方公里。